# バッファローマン

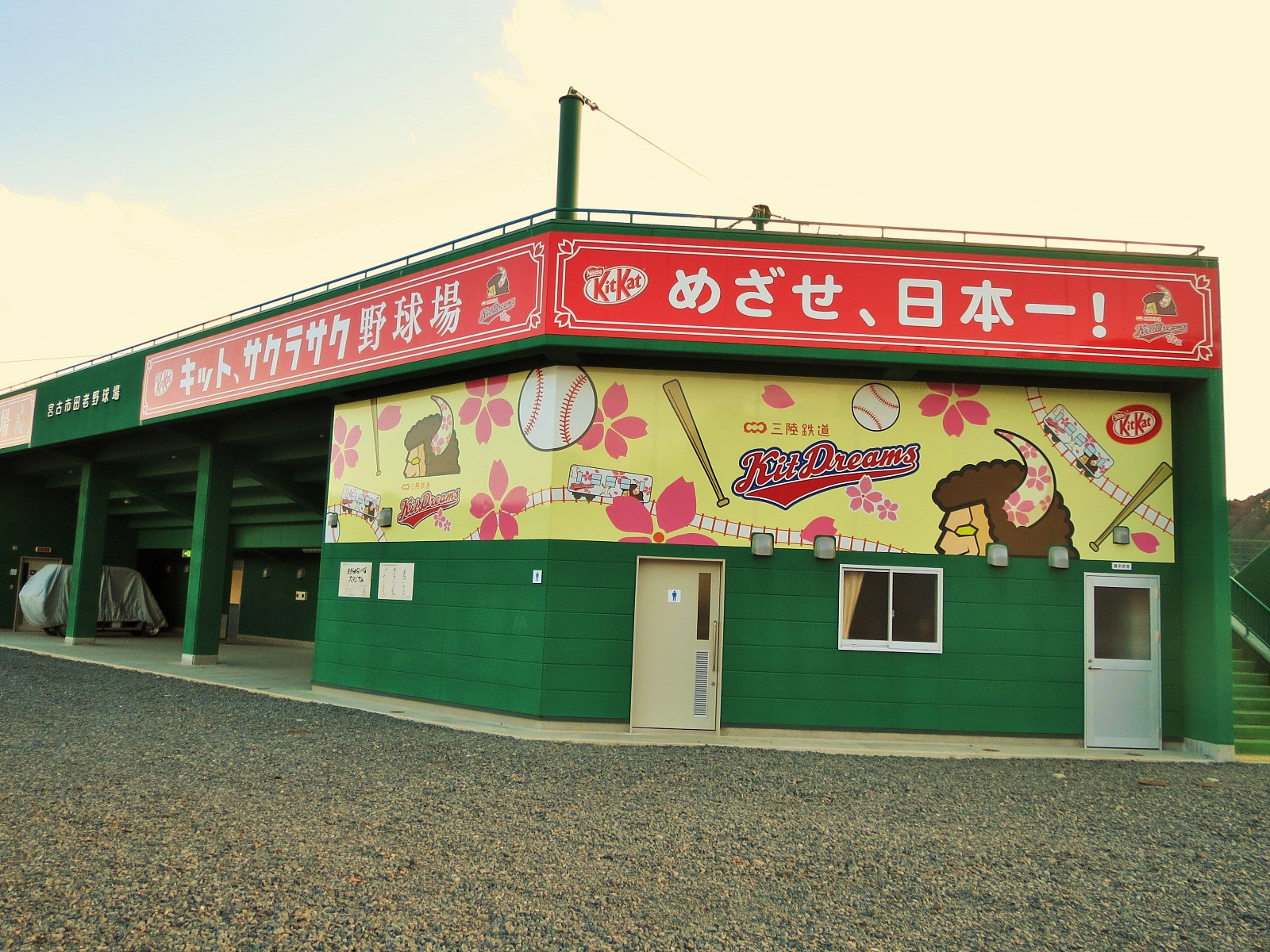
岩手県宮古市にある田老野球場
三陸鉄道キットDreamsのマスコットキャラクターとしてバッファローマンが描かれている

バッファローマンは、ゆでたまごの漫画『キン肉マン』およびその続編『キン肉マンII世』に登場する架空の人物。バッファローをモチーフにした超人である。

## 主な特徴
初登場は7人の悪魔超人編「地獄から来た7人の巻」より。あまりの強さと残虐さのために超人オリンピック委員会から宇宙の果てに追放されていたという「7人の悪魔超人」の一人。身長2メートル50センチ、体重220キロと、並の超人たちを遥かに凌駕する巨躯であり、技術よりも腕力・体力にものを言わせたファイトスタイルが特徴で、脱出困難とされている技も怪力で強引に外してしまう。一方で性格は冷静沈着であり、試合中に熱くなっても場外乱闘は好まない。また、相手のスタミナの消耗を誘う戦術をとったり、ロングホーンを片側だけ長くした際には対抗策に出た相手の裏の裏まで掻いて新必殺技（ハリケーン・ヒート）に繋げたりと、試合巧者ぶりもうかがえる。
両の側頭部から突き出た2本の巨大な湾曲した角・ロングホーンが特徴。ダイヤモンド並みの硬度を誇る。ロングホーンは作中において何度も折れており、着脱式になっていたり、腕がちぎれたキン肉マンの腕の骨の素材として鍛造されたことも。またアニメでは根元から外し、ブーメランのように投げつけて使用したこともある。
作中ではそれまでに登場した超人たちをはるかにしのぐ圧倒的なパワーを持つ強敵として描かれ、これを表現するために超人強度という概念が導入された。バッファローマンの超人強度は1000万パワーであり、これは直前の超人オリンピックでキン肉マンの最大の敵であったウォーズマンの実に10倍である。作品終盤では1000万パワーを大きく超える超人が多数登場しているが、それでもパワー自慢という特徴は揺らぐことがなかった。1000万パワーから1パワーまで自在にコントロール可能で、それとは別に0パワーにすることで体を身軽にし光速で動くこともできる。1000万パワーに設定した理由は、初代担当編集者・中野和雄からの「読者を驚かすには、インパクトがとにかく必要」との教えが身体に染み込んでいたせいで、強さを数値化する「超人強度」の概念を考えた当時の担当編集者・松井栄元からも、ちょっと高すぎると驚かれた。
悪魔超人ではあるが、戦いにおいては正々堂々としたフェアプレーを重んじる。キン肉マンとの戦いの中で正義の心に目覚め、一度死亡するが後に正義超人として復活を果たした。また作中で敵勢力を率いた悪役としては珍しく、敗れた味方や共闘者についてもその働きを認め、敗戦を罪に問い制裁することもなかった。悪魔超人の長である悪魔将軍からは一目置かれており、最高幹部である悪魔六騎士と同等以上の実力を持ちながらも前線部隊を好み、ヒラ悪魔としての立場を貫き通した。他の7人の悪魔超人のメンバーからも、常にリーダーとして認められている。
作者のゆでたまごによると、バッファローマンにプロレスラーのブルーザー・ブロディのイメージを持っているという。ゆでたまごは大柄なブロディと、小柄なジミー・スヌーカのタッグを名コンビと考えており、それを意識してバッファローマンにはスプリングマンやモンゴルマンなど小柄なキャラクターをタッグパートナーに割り当てた。ゆでたまごの嶋田は「自分の意見に従う、信念の男」、中井は「なるべく全身を描くことでその力強さや迫力をしっかり表現していきたい超人の筆頭」と評している。また中井は人柄についても「本当に気配りの細かいイイヤツ」と評している反面、「お酒呑んだらそのタガが一気に外れてむちゃくちゃ質の悪い酔い方しそう」として、「一緒に飲むのはちょっと怖いですね」とも評している。
学研の図鑑『キン肉マン「超人」』では「哺乳類のなかま」の中の「偶蹄類の超人」に分類されており、アメリカバイソンと闘牛（モルーチョ）の特徴を持つとされる。

## 『キン肉マン』でのバッファローマン

### 生い立ち
バッファローマンはその昔隆盛を誇ったバッファロー一族の唯一の生き残りである。一族はキン肉族と肩を並べるほどの繁栄を見せていたが、権力闘争に明け暮れるうち衰退し、一人残ったバッファローマンは、長い放浪の末に地球へとやってくる。
かつてはウォーズマンと同じ超人強度100万パワーの超人であり、技やテクニックに欠けるため超人格闘界では三流超人だった。技・テクニックを圧倒する絶対的パワーを欲し、大魔王サタンに自らの血を売り、正義超人から悪魔超人へと転身。その代償としてサタンに1人の超人を倒すごとに1万パワーを与えると約束され、その言葉に従い1000人の超人を倒し1000万パワーを手に入れた。
無敵のパワーを手に入れ、早い所、悪魔六騎士にならんと切望し、悪魔超人として残虐の限りを尽くす。見かねた超人委員会が動員した宇宙警察と10万人の超人により、バッファローマンを含む7人の悪魔超人は「超人ホイホイ」に幽閉され、宇宙の果てへ追放される。

### 7人の悪魔超人編
超人ホイホイのロックが偶然から外れ、バッファローマンたち7人の悪魔超人は地球に帰還する。悪魔超人の強さを世に知らしめるため、超人オリンピックV2チャンピオンのキン肉マンに勝負を挑んだ。キン肉マンが逃げ腰で勝負を受けようとしなかったので、キン肉マンのお目付役の少年・ミートの身体を7つに分断し、人質とする。このミートの身体を分断した技については、原作担当の嶋田隆司によると「悪魔霊術かなにかのスゴい技」とのこと。
キン肉マンがステカセキングとブラックホールを破った後、悪魔超人5人対テリーマンらアイドル超人5人との戦いとなり、バッファローマンは田園コロシアムにてウォーズマンと対戦する。先の超人オリンピック決勝で、ウォーズマンがキン肉マンをギブアップ寸前まで追い込んだ必殺技「パロ・スペシャル」をも力任せに外してしまうなど、終始ウォーズマンを圧倒した。ウォーズマンは起死回生のスクリュー・ドライバーを放つが、バッファローマンはこれもかわし、左のロングホーンを一本折られるにとどまっている。直後に必殺のハリケーン・ミキサーを決め、バッファローマンが勝利する。死してなおファイティングポーズをとり、立ったままKOされたウォーズマンに対し「敵として会いたくなかったぜ」と言い残し立ち去った。
キン肉マン対アトランティス戦では、ほぼ勝ちの見えたキン肉マンに対しフィニッシュ・ホールドとしてキン肉バスターを出すよう要求する。バッファローマンの要求に関係なくキン肉マンはキン肉バスターを出さざるを得なくなるが、これを見てキン肉バスターを破る方法を編み出す。
他の全ての悪魔超人が敗れ、最後の一人となりキン肉マンと約30分の死闘を繰り広げる。完璧な必殺技と思われていたキン肉バスターを破ったことに始まり、数々の能力でキン肉マンを苦しめる。戦いの最中、互いを認め合った2人の間に友情が芽生えかけるが、握手を交わそうとした瞬間、1000万パワーの源であるサタンにバッファローマンは心身とも支配され、体の色が赤くなり胸にサタンの形が浮かんだ「変身体」となり、キン肉マンのマスクも刈ろうとするようになる。最後の大勝負として、キン肉マンの火事場のクソ力を吸収するもパワーの大きさに身体が耐え切れず、文字通り全身が火事となり、やむを得ず火事場のクソ力をキン肉マンに戻し、それにより復活したキン肉マンのダブルキン肉バスターを受けて敗れる。そして、ミート救出のタイムリミットが迫る中、力尽きて倒れたキン肉マンに代わり自らのロングホーンを折って、ミートを救い出した。
キン肉マンらと次に会うときは正義超人の仲間入りをすることを約束して去るが、敗北した悪魔超人の定めである「悪魔の制裁」として、上空から降ってきた折れたアンテナで背中を貫かれる。そして助からないことを悟り、残った300万パワーを使って7人の悪魔超人との戦いで死亡したウルフマン、ロビンマスク、ウォーズマンを蘇らせ死亡する。死体は悪魔騎士により斬首され、胴塚に放置された。
アニメでは逆にキン肉マンから火事場のクソ力を注入させ、オーバーヒートを引き起こさせダメージを与えた後、パワーを吸収し返すという荒業を見せた。最期は新キン肉バスターを受けながらも反撃に出たバッファローマンと壮絶な技の掛け合いを空中で展開し、キン肉バスターによってKOされた。
最終的に正義超人入りを決めたバッファローマンであるが、シリーズ開始当初は悪魔超人のままで終わる可能性もあったと、ゆでたまごは後に語っており、当時の担当編集者・松井がふと言った「バッファローマンって絶対にいいヤツだと思うんだよな」という言葉がずっと心に引っかかっており、悩んだ結果改心させることにしたという。
当初は顎鬚を生やしており、すぐに無くなっていたが、アニメ版ではウォーズマン戦終了まで生やし、膝のニードルはキン肉マン戦で描かれるようになった。

### 黄金のマスク編
ウォーズマンの体内での戦いの後、悪魔将軍の力によって復活する。義理を果たすため、キン肉マン対アシュラマン戦で一度はアシュラマンのセコンドに付くが、その戦いが終わると約束通り正義超人の仲間入りを宣言する。キン肉マンが新必殺技・キン肉ドライバーを編み出すまでの間、悪魔将軍を足止めする役目を負った。
このときバッファローマンは突如髪の毛を取り去り、実はスキンヘッドでカツラを着用していたことが判明し読者を驚かせた。これはバッファローマンの決意の表れであり、インパクトのあることをして正義超人に生まれ変わったことを示す目的であったとゆでたまごは語るが、当時の読者の評判は非常に悪かったという。『学研の図鑑』では、けじめのため一時的に剃りスキンヘッドにしていたという説が、現在では主流だと解説されている。医務室からリングに戻る以降、後の戦いでカツラを取ることは無かった。
キン肉マン対悪魔将軍戦では試合終盤に乱入し、悪魔将軍と同じ1000万パワーであることを利用して、実体を持たず打撃の効かない悪魔将軍に技をかける唯一の方法として彼と合体し、キン肉マンに技を掛けさせた。キン肉ドライバーが決まり、キン肉マンの勝利を確認するとともに力尽きるが、直後、黄金と銀のマスクが一体となった完璧のマスクの力により持ち直した。
第2回超人人気投票では第3位にランク入りしている。

### 夢の超人タッグ編
ベテラン超人としてのインサイドワークに魅力を感じ、モンゴルマンに誘いを掛け、「2000万パワーズ」を結成する。本シリーズでは「猛」の字をあしらった肩当てを右肩に着けており、これはモンゴルマンの「闘」の字の肩当てと同一のデザインのものだが、左右が逆向きになっている。
パワーファイターであるバッファローマンは技巧派の超人がパートナーにふさわしいと考えており、当初はブラックホールをパートナーにとも考えていたが、悪魔超人時代からソリが合わず、タッグリーグ時も会話を交すことは無かった。
1回戦・2回戦とも完璧超人との闘いとなり、1回戦では乱入してきた完璧超人の偵察隊（スクリュー・キッドとケンダマン）に、本来の対戦相手だったモースト・デンジャラス・コンビ（ブロッケンJr.とウルフマン）を倒される。ブロッケンJr.のけじめに応えるべく、乱入コンビを迎撃。主に自身が矢面に立ち、かなりのダメージを負うが、相手の凶器攻撃から彼らが完璧さを保てていないと見てロングホーン・トレインで撃破する。試合途中で「攻撃が的確なほど、それを外した時の動揺も大きい」と、完璧超人の弱点を指摘していた。
2回戦の対ヘル・ミッショネルズ（ネプチューンマンとビッグ・ザ・武道）戦では両対戦相手を一時パワー切れに追いやり、キン肉マンたちとの友情も回復したが、マグネット・パワーの前に次第に追い詰められていき、雷を投げつける技「サンダー・サーベル」からスタミナ切れのモンゴルマンを守るため自ら避雷針となり倒れた。この犠牲について、キン肉マングレート（テリーマン）は「モンゴルマンの怒りのパワーに賭けた作戦」と推察していた。バッファローマン自身も全正義超人の友情回復と、モンゴルマンを守る途中で受けた「パートナーに選んで、本当によかった」の言葉を心の支えに犠牲を厭わなかったが、ネプチューンマンからは「友情に現を抜かさなければ、よい完璧超人になれる素質があったものを」と評される。なお、試合中、モンゴルマンが金網に怯える場面で、モンゴルマンの正体がラーメンマンだと気づいていた。
敗退後、モンゴルマンの救出のために乱入したキン肉マンが左腕を切断され、その治療のためバッファローマンのロングホーンが新たな骨の素材として使用された。ロングホーンの埋め込まれた左腕には1000万パワーが宿り、ラリアートの一撃でネプチューンマンの胸をえぐり、場外転落阻止を試みたビッグ・ザ・武道もろともリング外に吹き飛ばし、マグネット・パワーを封じるための鍵にもなった。
終盤に行われた第3回人気投票では1位にランクインしていた。

### キン肉星王位争奪編
キン肉マンソルジャーにスカウトされ、アシュラマンと共にドイツのブロッケンJr.の屋敷を訪れる。引き続きロングホーンは失われたままで、頭には包帯を巻いていた。ソルジャーの人柄に魅了されて残虐チーム（超人血盟軍）の一員となる。
王位争奪サバイバル・マッチ準決勝でソルジャーやブロッケンJr.と共に、キン肉マンスーパー・フェニックスやマンモスマンやプリズマンの知性チームと関ヶ原上空に浮かぶ立方体リングで6人タッグマッチを戦う。試合中、ブロッケンJr.とプリズマンの死闘が佳境を迎える中、キン肉マンからロングホーンを返されて再装着したことで完全復活を果たす。ブロッケンJr.の戦死後、マンモスマンとの一騎討ちとなり、ロングホーンを上回る威力を持つマンモスマンの「ビッグ・タスク」に一時は怯えたが、ソルジャーから教えられた真・友情パワーで恐怖を克服。それにより編み出した新技「超人十字架落とし」をマンモスマンに炸裂させ、ソルジャーに成長を認められる。
ソルジャーの秘密が書かれた超人予言書のページを守り抜くためにも戦い、マンモスマンにバッファローBOMBを炸裂させる。フェニックスに与する邪悪の神々の介入で立方体リングが真下の合体格闘城に向けて落下した際には、自らが支える。その状態からバッファロー一族の悲劇を語り、残った3人のキン肉族王位継承者たちに「バッファロー一族の悲劇を繰り返さないでくれ」と叫んだ。その後、最後の力で立方体リングを元に戻すも、自らは事切れ伊吹山の谷底に消えていった。しかしバッファローBOMBを食らわせたマンモスマンは倒れておらず、これがソルジャーの敗因となってしまう。予言書の内容からソルジャーがキン肉マンの兄のキン肉アタルであることを参加者たちの中で逸早く知った際には、アタルに「キン肉マンと兄弟仲良くな…」と言い残している。王位争奪戦終了直後、キン肉マンのフェイス・フラッシュにより復活を果たした。
第4回人気投票では5位。
アニメ版『キン肉マン キン肉星王位争奪編』では、赤いロングタイツに背中にバッファロー一族の紋章が描かれた赤いトゲつきのプロテクターを着用していた。

### 完璧超人始祖編
キン肉マンが第58代キン肉星大王に即位し、平和を取り戻した地球を見届けキン肉星に帰還した後、地球では正義超人・悪魔超人・完璧超人の三属性超人不可侵条約の締結式が行われ、テリーマンが正義超人代表として条約に署名する。その数日後、宇宙超人タッグ・トーナメントで撃退した完璧超人の本隊である完璧・無量大数軍が条約の撤回のために地球に襲来する。
バッファローマンはメディカル・サスペンションによる肉体治療から他の正義超人より一番に開放された後、悪魔将軍によってリーダー不在の7人の悪魔超人の精神的支柱および完璧超人殲滅の切り札として呼び戻され、かつての仲間である悪魔超人たちと合流。スプリングマンと共に東京ドームに現れ、正義・悪魔超人連合軍と完璧・無量大数軍との全面対抗戦第1戦を観戦する。この戦いでは悪魔超人として参加しており、テリーマンとの再会の握手を拒むなど正義超人を冷たく突き放している。しかし、敵対の意思はなく彼らを完璧超人殲滅の巻き添えにすまいと考えている。
鳥取砂丘・サッカラ階段ピラミッドリングで行われた全面対抗戦第2戦では第5ステップでターボメンと戦うが、自分が戦っていた階が崩落し、下の第4ステップで戦っていたスプリングマンと完璧超人グリムリパーのリングにターボメンともどもなだれ込む。そして急遽スプリングマンとタッグを組み、タッグチーム・「ディアボロス」を結成。ターボメンとグリムリパーのジョン・ドウズとタッグマッチで戦い、劣勢に立たされながらも悪魔同士の友情パワーによりスプリングマンとともにターボメンを撃破。スプリングマンが倒れた後はグリムリパーとの一騎討ちとなり、バッファローマンのパワーの根源を探ろうとするグリムリパーに執拗にいたぶられるが、覚醒し8000万パワー以上の超人強度を発揮してグリムリパーを破り勝利する。しかし、極端に手応えの薄いグリムリパーの死に方に疑問を感じていた。
悪魔六騎士と完璧超人始祖の戦いでは、プラネットマンとグリムリパーの正体であるサイコマンの対戦に駆けつけるため、ブラックホールの力でスペインのサグラダ・ファミリアへ転移した。再び、かつての悪魔超人として参戦中のために表面上はブロッケンJr.ら正義超人たちを冷たく突き放すが、それは彼らを悪魔の論法の巻き添えにすまいという配慮であると、ザ・ニンジャの態度を見たブロッケンにはその信念が明確に感じられた。
そして再び、ブラックホールの力を借りて国立競技場へワープする。そこに現れた許されざる世界樹（アンフォーギブン・ユグドラシル）のサイフォンリング1階にて、7人の悪魔超人の師であり鬼教官だったスニゲーターの仇ガンマンと交戦する。エルクホルンVSロングホーンの対決となり、ガンマンの圧倒的なパワーの前に歯が立たず劣勢に立たされるが、悪魔将軍の助言を受け迷いを氷解。悪魔としてではなく自分らしいファイトを展開する。右のロングホーンをへし折られつつも己の全力を振り絞った新奥義ハリケーン・ギガブラスターを放ち、ガンマンも迎え撃とうとするが自らの目で信頼するザ・マンの変わり果てた姿を見たことで一瞬の隙が生まれ、逆に迷いを破ったバッファローマンが勝利した。当初はスニゲーターのことすら覚えていなかったガンマンに怒りをきたすが、戦っているうちに心を通い合わせていた。そして、シルバーマンがサイコマンに勝利して最後の始祖のダンベルである「雷のダンベル」を手に入れると、ガンマンから入手した「土のダンベル」を悪魔将軍に投げ渡した。
甲子園球場でのキン肉マンとネメシスとの試合ではサンシャインと共に悪魔将軍の傍らにおり、引き続いてのエアーズロックでの悪魔将軍とストロング・ザ・武道（ザ・マン）との試合でもサンシャインと共に悪魔将軍のセコンドを務める。

### オメガ・ケンタウリの六鎗客編
魔界の宮殿でサンシャインたちと一緒にいたところを、大魔王サタンの張った結界によって閉じ込められる。しかし、関ヶ原でジャスティスマンが実体化した大魔王サタンを粉々に砕いて勝利したことで、結界は解除された。

### 新シリーズ
ソ連（現リトアニア）シャウレイの十字架の丘のリングで超神ザ・ナチュラルに敗北して、サタンクロスことサムソンが息を引き取った直後にザ・ニンジャと共に到着して、キン肉アタルから超神たちに対抗するために超人血盟軍の“血盟の理念”を示すべきだと告げられ、超人血盟軍を再結成・再加入する。
調和の神がカピラリアの欠片を持つ8人に、地上と天界を繋ぐ隠された道であるバベルの塔へ入る資格を与えて立ち去った後、サンシャインが立候補した直後に自身も参戦を表明し、直前のオメガ勢との闘いでは自身ら悪魔超人らはサタンの結界によって何もできなかったことと、ガンマンとの戦いの最中に悪魔将軍から言われた「神をも超える力を手に入れろ」という言葉から、今回のバベルの塔の試練は神を超えるための闘いでもあり、そこに自身が参加しない選択肢は無いと言い、8人の代表の1人に加わった。ザ・マンが現出させたバベルの塔への道の一つを辿ってキン肉マンたちと合流し、リアル・ディールズを結成する。そして、バベルの塔1階でジェロニモが超神ジ・エクスキューショナーに勝利した後、エクスキューショナーから調和の神の目的が108番目の神の席に座る資格を持つ超人を選抜することだと知り、それぞれの思惑を秘めてリアル・ディールズのメンバーが次々と上層階への階段を昇った後、キン肉マンにこれ以上リアル・ディールズの結束を乱すべきではないと判断すると告げて、キン肉マンとウォーズマンと共に階段を昇って行った。5階で超神オニキスマンとウォーズマンの試合をキン肉マンと共に見守った後、6階で超神マグニフィセントが待ち受けるリングへとキン肉マンを押しやると、キン肉マンの感謝の言葉を受けながら更なる上層階への階段を昇って行った。
そして、バベルの塔7階のリングで超神たちのリーダー格である調和の神ことザ・ワンと対戦する。試合が劣勢の中で、かつてキン肉族と並び称されるほどの隆盛を誇ったバッファロー一族を生み出したのが調和の神であり、とうの昔に超人を見限った調和の神がバッファロー一族が滅ぶように仕向けたという衝撃の事実を聞かされる。その事実に激昂して立ち向かうが、あっさりといなされたところにザ・ワンから、自身の軍門に下れば全てを与えると提案される。それでも、試合前のキン肉マンの「お前は何があろうと私の永遠の友達だ」という言葉を思い出してザ・ワンに立ち向かっていくが、ザ・ワンの必殺技「ハルモニアデストラクション」をくらって敗北する。そして、ザ・ワンからこのまま殺されて無益に終わるか、それとも自分の軍門に下って新たな未来へとこの世を運びうる存在となるか選べと最後のチャンスを与えられ、再度試合前のキン肉マンの言葉を思い出して、ザ・ワンに弟子になればお前を超えるほどの大きな力を手に入れることができるかと問いかけて、ザ・ワンが努力次第だが可能性は大いにあると答えたことで、ザ・ワンの弟子になる代わりに自身を最強の超人に育て上げると約束しろとザ・ワンに承諾させる。
人気投票企画「キン肉マン超人総選挙2013」では5位、「キン肉マン超人総選挙2015」では6位、「キン肉マン超人総選挙2017」では7位、「キン肉マン超人総選挙2019」では7位、「キン肉マン超人総選挙2021」では13位にランクインしている。

### アニメオリジナル
時系列上、「夢の超人タッグ編」と「キン肉星王位争奪編」の間となる。
「ザ・サイコー超人の挑戦編」ではキン肉マンの宇宙超人タッグ・トーナメント優勝の祝賀会に招待されるも、ザ・サイコー超人軍団が襲来。サイコー超人軍団四天王の一人・チカーラの軍団と戦い、勝利する。なお本作においては、切断されたはずのロングホーンがつけられた状態で登場する。
アニメ一期の最終章に当たる「地獄の極悪超人編」では、キン肉マンらと共に真の正義超人の証明である正義の剣を受け取るべく、正義超人発祥の地といわれるキンモク星へ行く。しかし、その場に現れた裏超人界の超人・極悪超人と正義の剣を巡って闘うことになる。本シリーズにおいては元は極悪超人であり、リーダー格ダーティバロンとは義兄弟であったと設定され、闘いのなか、極悪超人側の用意した黒いロングホーンをつけられ極悪超人に戻る。この時、体色が悪魔超人時代同様に紅潮し、顔が紫色になる。ウォーズマンによると、黒いロングホーンはかつての2倍のパワーはあるという。
溶岩の力を吸収し強化されたロングホーンによりキン肉マンを容赦なく痛めつけ、第3戦にてラーメンマンと闘うことになる。試合は極悪超人側の乱入により、ラーメンマンが人質になりバッファローマンの勝利となる。
最終戦ではキン肉マンvsダーティバロンの試合に乱入するが、この際にダーティバロンとバッファローマンは義兄弟であることが明らかにされる。極悪超人編最後の敵としてキン肉マンと闘う。この戦いではバッファローマンはキン肉マンの攻撃のエネルギーを吸収し、次第に強化されていく。しかしキン肉マンもまた火事場のクソ力を発揮し黒いロングホーンを折ろうと奮起。ほぼ互角の戦いを演じていたその時、正義超人に味方した正義の剣が飛来。バッファローマンのロングホーンが切断され、 極悪超人の呪縛から脱し、正義超人に戻る。

### 主要対戦成績
- シングルマッチ
  - ○ウォーズマン（ハリケーン・ミキサー）
  - ×キン肉マン（ダブル・キン肉バスター）[28][注 7]
  - ×悪魔将軍（地獄の断頭台）
  - ○ラーメンマン（判定勝ち）[29]
  - ×キン肉マン（正義の剣の謎の力）[29]
  - －ターボメン（タッグマッチに移行のため無効試合）
  - ○ガンマン（ハリケーン・ギガブラスター）
  - ×ザ・ワン（ハルモニアデストラクション）
- 非公式戦
  - ○キン肉マン（リベンジバスター ※スパーリング）
- タッグマッチ（2000万パワーズ）
  - ○モースト・デンジャラスコンビ（ブロッケンJr. / ウルフマン、片エビ固め）[注 8]
  - ○スクリュー・キッド&ケンダマン組（ロングホーン・トレイン）
  - ×ヘル・ミッショネルズ（ネプチューンマン / ビッグ・ザ・武道、クロス・ボンバー）
- タッグマッチ（超人血盟軍）
  - ×知性チーム（キン肉マンスーパー・フェニックス/ マンモスマン /プリズマン、マッスル・リベンジャー）
- タッグマッチ（ディアボロス）
  - ○ジョン・ドウズ（グリムリパー/ターボメン、超人十字架落とし）
- 団体戦
  - ×知性チーム（0勝2敗1引き分け）

## 『キン肉マンII世』でのバッファローマン
正義超人養成大学校「ヘラクレス・ファクトリー」の鬼教官としてキン肉万太郎ら新世代超人たちをしごいている。髪の毛はストレートとなり、口髭・顎髭を生やす。肉体は未だ筋骨隆々としているが、若い頃のスタミナは失っており、第一期生の卒業試験ではそこを突かれてテリー・ザ・キッドに敗北した。また、第二期生の卒業試験ではジェイドにも敗れている。
「超人オリンピック ザ・レザレクション編」では、伝説超人による特別エキシビジョンマッチとしてラーメンマンと2000万パワーズを再結成し、キン肉マン&テリーマンのザ・マシンガンズと対戦した。全盛期のような猪突猛進ぶりは影を潜め、キン肉マンとラーメンマンの闘いをテリーマンと共にお膳立てするなど控え目な性格になっている。
「悪魔の種子編」では、悪行超人しか通れないジェネラル・パラストのゲートバリアーを突破するため、大魔王サタンの「ジェネラル・ストーン」を受け容れて一時的に悪魔超人に戻った。この際、ストレートヘアが『キン肉マン』時代の縮れ毛に変化する。病み上がりの状態でデーモンシード第一の刺客コンステレーションの襲撃を受け敗れ、万太郎のセコンドを一戦務めた後病院に搬送されるが、終盤見舞いに来たスプリングマンに肩を貸して貰いながら、アシュラマンの悲劇を告げるため駆けつけた。
新世代超人入れ替え戦決勝前夜祭の際には、前述のとおり酔うと下品になることが明かされている。
第1回キャラクター人気投票では第17位（クリオネマンと同着）、第3回キャラクター人気投票では第5位にランク入りしている。

### 究極の超人タッグ編
時間超人によって改変された歴史では、モンゴルマンとともに再び2000万パワーズとしてタッグを組んで戦う。顔にはモンゴルマンと同じ隈取を施している。ロングホーンはこの時点ではキン肉マンの左腕に移植されており両方とも失った状態だったが、キン肉マンの厚意によりマッスルブラザーズ・ヌーボー（キン肉万太郎、キン肉マングレートIII〈カオス・アヴェニール〉）との試合前夜に返却される。なおそのロングホーンはキン肉マンの肉体で熟成されたストロンゲスト・ロングホーンへと強化され、試合では猛威を振るったが、ロングホーン・トレインを破られて、ロングホーンが切断され、最後はマッスルブラザーズ・ヌーボーの新ツープラトン“マッスル・エボルシオン”によって敗北する。その後、万太郎とカオスを認めてラーメンマンの肩当てを授けた。その後、病院に入院していたが最終回にて万太郎が投げたトロフィー球根の破片を口に含み、ロングホーンが再生して復活する。
当初ロングホーンに代わる新兵器を用意したと豪語していたが、試合直前にロングホーンが返却されたため、何であったのかは不明のままである。またストロンゲスト・ロングホーンはダメージを受けると、キン肉マンの左腕にも痛みが伝わる描写が見られた。
第4回人気投票では14位にランク入りした。

### 主要対戦成績
- シングルマッチ
  - ×テリー・ザ・キッド（テキサス・クローバーホールド）
  - ×ジェイド（SSD）
  - ×ザ・コンステレーション（ヌボア・スープレックス）
- タッグマッチ
  - -ザ・マシンガンズ（キン肉マン / テリーマン、試合中断）[注 9]
  - ×マッスルブラザーズ・ヌーボー（キン肉万太郎 / キン肉マングレートIII→カオス・アヴェニール、マッスル・エボルシオン）

## 『キン肉マンII世 オール超人大進撃』でのバッファローマン
第13話「好きなおでんは味のしみた玉子!?」に登場。本編同様「ヘラクレス・ファクトリー」の教官である。
d.M.p残党の屍魔王と麒麟男に、ヘラクレス・ファクトリー二期生を連れ去られてしまう。
第1回キャラクター人気投票では第20位にランク入りした。

## 劇場版でのバッファローマン
劇場版での初登場は時系列上黄金のマスク編の前となる第2作『キン肉マン 大暴れ!正義超人』より。キン肉マンとの約束を果たし正義超人に加入。ブラック軍団の一員・サタンプリンスに苦戦するキン肉マンの前に現れ、サタンプリンスを一度に撃破する。
第3作『正義超人vs古代超人』ではイースター島で古代超人のストーンサタンに苦戦するキン肉マンの前に現れる（本人いわく「キン肉マンの所に遊びに行ったらいなかったから」）、古代超人の本拠地サタンタワーの闘いではキン肉マンたちと共に入場。部下を一掃するが、サタンキングの前に敗北した。
第4作『逆襲!宇宙かくれ超人』では、他の正義超人と一緒にハイドラキングにさらわれたロビンマスク救出に立ち上がり、共にハイドラ星へ向かう。道中、ハイドラキングがバッファローマンの弱点だと勘違いして仕掛けた猛牛の罠にかかるが、これを手懐けて逆に気力を回復。ハイドラキングの部下の一人・ハイドラガンを撃破し、正義超人による合体技・超人サザンクロスでハイドラキングを撃破する。
第5作『晴れ姿!正義超人』では世界武者修行の途中でエジプトのピラミッドを見物していたところ、朱天童子の部下である朱天軍団が襲来し、キン肉マンを助けるために他の正義超人たちと共に江戸時代へタイムスリップする。道中、ラーメンマンと2000万パワーズを再結成し、ザ・ニオーッの軍団と戦う。
第6作『ニューヨーク危機一髪!』では復活した悪魔将軍に吸収されるが、キン肉マンが悪魔将軍に勝利したことにより救出される。
第7作『正義超人vs戦士超人』では戦士超人にミートを人質にとられ、他の正義超人と共に仲間に頼りきりのキン肉マンに活を入れるために、注文したロングホーンができるまで動けないと芝居を打ちキン肉マンの頼みを断る。その後、キン肉マンが窮地に陥った際に駆けつけ、七重の塔5階にて戦士超人・マゴラカスと戦う。

## 番外編・読切作品でのバッファローマン
『キン肉マン』より200年後の世界に当たる『SCRAP三太夫』では超人博物館にロングホーンが展示されているほか、ロボ警官となったウォーズマンの回想に描かれている。
「マッスル・リターンズ」では、第1回超人究極チャンピオンシップに出場。1回戦でカナディアンマン、2回戦でラーメンマンを破るが、準決勝でBUKIボーイにスリーパー・ホールドで敗れる。
「キン肉マンVSテリーマン」では、テリーマン側に付きウォーズマンと共にテリーマンのスパーリングパートナーを買って出たが、テリーマンの恋人・翔野ナツコが重傷のために試合辞退寸前までに陥り「また、この名勝負は実現しないのか」と口惜しく思っていた。しかし、10分程度ではあるが試合は行われ、ウォーズマンと共にテリーマンのセコンドに付いた。
29周年特別読切「キン肉マンの結婚式!!」では、キン肉マンとのガチンコスパーリングにて五番手を務め、キン肉バスターをリベンジ・バスターで返しキン肉マンに勝利する。なお、スパーリング直前、四番手のウォーズマンに破れたキン肉マンに「四人目でようやくギブアップか」と中止を促していたが、『週刊少年ジャンプ』掲載時は「五人目」と誤記されていた。
秋本治との合作である『超こち亀』「正義超人亀有大集結!!の巻」においては、パトロール中神社の石灯籠をウェイトトレーニング用の器具と間違えて破壊したため、器物破損により中川圭一により亀有公園前派出所まで連行されている。最後にはキン肉マンらと派出所の中でケンカをし、迷惑防止条例違反として逮捕され大原大次郎にスリーパー・ホールドをかけられていた。

## 得意技

### シングル技
ハリケーン・ミキサー
ロングホーンを前に突き出して突進し、猛烈な体当たりを仕掛ける。受けた相手は空中に回転しながら跳ね上げられ、受身も取れぬままマットに脳天から落下する。発動前に片足で地面を蹴る動作を行うことがある。落下中にさらに追加のハリケーンミキサーを当て回転速度を増すことも可能で、ウォーズマン戦では4発の追撃を加えた（またの名を「ハリケーン・ミキサー死のコース」）。PlayStation 2ゲーム『キン肉マン ジェネレーションズ』では、サタンに支配されたバッファローマンの必殺技として同名の技があるが、こちらはハリケーン・ミキサーで打ち上げた相手を真下で待ち構え、ロングホーンで貫くというものになっている。
その他、いくつかのバリエーションがあり、悪魔将軍との戦いではスピン速度を100倍にした「スペシャル・ハリケーン・ミキサー」、ケンダマンに対してはモンゴルマンのキックを加え勢いを増した「パワーアップ・ハリケーン・ミキサー」、8000万以上のパワーを発揮してグリムリパーに放った「スーパー・ハリケーン・ミキサー」が登場している。
バッファローマンがテキサス遠征時、現地で目撃した巨大な竜巻をヒントに思いついた技。
『II世』においては、ロングホーンが片方折れていたため、威力が半減したという描写がある。
ハリケーン・ミサイル
アニメオリジナル技。ハリケーン・ミキサーと異なり、バッファローマン自身が切りもみ回転しながら体当たりを放つ。アニメの7人の悪魔超人編冒頭でウォーズマンに使用したのはこの技であり、アニメオリジナル編ではハリケーン・ミキサーに見せかけるかのように使用することも多かった。
ロングホーンブーメラン
相手にコーナー付近まで吹き飛ばされた際、鉄柱にロングホーンをひっかけてそれを軸にしてUターンし、相手目がけてドロップキックを放つ。ウォーズマン戦で使用。当時の担当編集者・松井が考案した技。
超人風車（ちょうじんふうしゃ）
相手をダブルアーム・スープレックスの体勢に捕らえた後、回転しながら投げ飛ばす。ウォーズマンに対して使用したが不発に終わった。一部のコンピュータゲームでは技を完成させるところまで再現されている。
地獄の弾丸超特急（じごくのだんがんちょうとっきゅう）
相手をつかんで、回転させながら後方に放り投げる。キン肉マン戦で使用。
メガトンシュート
相手をハングマンホールドに捕らえ、前方に投げてコーナーポストに激突させる。この殺人投げによってキン肉マンのマスクをずらした。
バッファロー雪岩落とし（バッファローせつがんおとし）
高い位置にいる相手を捕らえ、後方に倒れ込むようにして脳天から叩き付ける雪崩式フロント・スープレックス。ビッグ・ザ・武道に対して使用。
ハリケーン・ヒート
「夢の超人タッグ編」において、2000万パワーズがネプチューンマンとビッグ・ザ・武道のコンビ「ヘル・ミッショネルズ」と対戦した際、ネプチューンマンに対して繰り出した。
着脱式のロングホーンの一方に、片方より遥かに長くした特製のロングホーンを着けて（アニメ版では新たに再生）そのまま突き出し、突進する。それを相手が見切って角と角の間に体を割り込ませたところで、角を内側に曲げて締め上げ、宙に放り投げて相手が落ちてくるところを角で突き刺し、肉を抉り抜いていく。
超人十字架落とし
「キン肉星王位争奪編」残虐チームvs知性チームの6人タッグマッチにおいてマンモスマンとの戦いで使用した。相手の両腕を掴んで動きを封じ、自分の身体ごと後ろに投げる荒技。マンモスマンが目の前に迫って来る窮地から過去、風で吹き飛んだ十字架が心臓めがけて飛んで来たことと重ねその場で会得。技が決まった時、相手は両手を開いた状態で頭からリングに突き刺さるため、十字架のようになることから名付けられた。
『II世』では、時系列では「キン肉星王位争奪編」の前となる「究極の超人タッグ編」においても使用した。
『キン肉マン ジェネレーションズ』ではハリケーン・ミキサーからの追撃技として使用されている。
バッファローBOMB（バッファローボム）
「キン肉星王位争奪編」残虐チームvs知性チームの6人タッグマッチにおいて、マンモスマンに使用した全力をかけたパワーボム。
ロングホーンソード
名前は「究極の超人タッグ編」より。身体にある傷を集めることによりロングホーンを伸ばして相手の胸に突き刺し、相手のパワーを吸収し、自分のものとする技。また以下の技につなげられる。
トマホークハリケーン
延長したロングホーンを相手に傾けた状態で相手の周りを回転し、相手を切り刻む技。
悪魔霊術キズうつし
トマホークハリケーンで自分の体の傷を相手に移し、移した傷から一斉に血を出させる。
悪魔殺法デビルシャーク
ロングホーンを突き出し状態でキャンバスの下に潜り込み、リングを縦横無尽に走り相手を切り裂く。
ドリル・アホール・ホルン
左右のロングホーンで相手を挟み、きりもみ回転させ、相手の脇腹をえぐる。
レッグウォーマードリル
足のレッグウォーマーをドリルのように回転させ、相手の足への関節技を防ぐ技。
リベンジ・バスター
名前は読切『キン肉マンの結婚式!!の巻』が初出。「6をひっくり返すと9になる」という理論に基づき、キン肉マンのキン肉バスターを10倍の超人強度により上下逆転させ、キン肉バスターを仕掛ける技。テリーマンによると、大技の返し技は超人強度に差があって成立するものなので、「9をひっくり返して6にすることもできる」は通用しないと語っていたが、仕掛けた際に全パワーを使用するため、手のフックが甘くなってしまうという欠点があり、その部分をキン肉マンに突かれている。作画担当の中井義則が絵を見て、原作担当の嶋田に「技を逆さまにすると受け手が掛け手になるな」と発案したことで描かれた。
バッファロー・ハンマー
腕に装着したバッファローサポーターを相手の喉元に放つラリアート。
ハリケーン・デビルソード
全身の傷を集めて伸ばした超ロングホーンで相手を突き刺し、そのまま上空へ放る。
ハリケーン・ギガブラスター
完璧超人始祖編でガンマンを倒した技。コーナーポストにロングホーンを引っかけながら回転し、相手を囲むように四隅のポストを移動しつつ徐々に移動スピードを上げ、速度を付けたところで放つロングホーン・ブーメランとハリケーン・ミキサーを合体させた新奥義。
ハリケーン・ミキサー地獄殺し
アニメオリジナル「極悪超人編」において、ラーメンマンに対して使用。相手をダブルアーム・スープレックスの体勢で回転させながら上空まで飛ばし、落ちてきたところに2回ハリケーンミキサーを見舞い、最後にロングホーンを立てて串刺しにする。「ハリケーン・ミキサー死のコース」よりもパワーアップしていると言われている。
ロングホーンロケット
アニメオリジナル「極悪超人編」において、ラーメンマンに対して使用。ロングホーンを立てて空中で回転し、錐揉み状になって相手に突進する。
ロングホーン乱れ撃ち
アニメオリジナル「極悪超人編」において、キン肉マンに対して使用。近距離から何度もロングホーンで攻撃する。

### タッグ技
超人ドッジボール（ちょうじんドッジボール）
ディアボロスのツープラトン。スプリングマンを持ち上げて頭突きし、その反動を利用し相手に連続でボディアタックをしかける。アニメではスプリングマンの単体のボディアタックに変更された。
スプリング・バズーカ
ディアボロスのツープラトン。スプリングマンがバッファローマンの右腕に組み付き、身体を引っ張ることにより弓矢のように発射される。
デビルエキスパンダー
ディアボロスのツープラトン。エキスパンダーの要領でバッファローマンがスプリングマンのボディを左右に開き、攻撃してきた相手をボディに挟み込むカウンター技。
ロングホーン・トレイン
2000万パワーズのツープラトン。タッグパートナーと背中合わせの状態で背負われ、相手に突進しロングホーンで串刺しにする技。
「究極の超人タッグ編」においては、受けた相手がきらめくような血飛沫をあげることから「きらめきの流血列車」の異名が付き、マッスル・ドッキング、クロスボンバーに並ぶ至高のツープラトン技と称される。
ディアボロス・ロングホーン・トレイン
ディアボロスのツープラトン。ジョン・ドウズ戦で使用。アースユニットのパワー注入により余剰パワーで全身がボロボロになったスプリングマンが、最後の力でバッファローマンを担ぎ放った必殺技。上述の「ロングホーン・トレイン」と同じく敵に突進する技だが、パワー注入の影響により足回りが頑強になったので小回りが利くようになり、スプリングマンが力尽きるまで攻撃を加え続ける。ロングホーン・トレインの3連打を浴びせ、最後は上半身だけの力でバッファローマンを投げ飛ばし、ロングホーンの一撃でトドメを刺す“ディアボロス・ロングホーン・トレイン”の4連打“死の舞い”でターボメンを倒した。
20ミリオンアバランチクラッシュ
2000万パワーズのツープラトン。モンゴルマンが相手が垂直になるようにうつ伏せの状態で担ぎ上げ、バッファローマンも逆さ状態で相手の体を捕らえそのまま側転しながら2人掛かりで地面に叩き付ける。
猛闘クラッシュ（もうとうクラッシュ）
2000万パワーズのツープラトン。相手を上空に放り投げ、逆さまになった相手の両腕を掴み、モンゴルマンが相手の上から背面ドロップによる股裂きと、自身のロングホーンを両肩に食い込ませる二段攻撃。
猛闘・日月脚（もうとう・にちげつきゃく）
2000万パワーズのツープラトン。モンゴルマンが後押しすることにより強化された蹴り。

## プロフィール
- 分類 - 正義超人[11]→悪魔超人→正義超人→悪魔超人
- 出身 -  スペイン
- 身長体重 - 250 cm 220 kg[43]
- スリーサイズ - B172 W118 H134[44]
- 超人強度 - 1000万パワー[45]（0 - 1000万までコントロール可能）
- 誕生日 - 6月9日[46][注 12]
- 年齢 - 30歳[47]
- 好きな物 - 猛牛[48]
- 備考 - 得意なスポーツは格闘技全般[49]

### 異名
- 超人発電所[50]
- 怒涛の1000万パワー[51]
- 怒れる雄牛[52]（レイジング・ブル[53]）
- ミスター1000万パワー[54]
- ミスターパワー超人[55]
- 天下無敵のバッファローマン[56]
- スペインの脅威[57]
- 巨大な竜巻[58]
- 超人強度一千万の怪力[59]
- 1000万パワーの超人発電所[60]
- 返り咲く悪魔[61]
- 隆盛誇る一族の末裔[61]
- 勇猛無比の豪傑[61]
- 地獄からきた最強の猛牛[61]

### 主な肩書き
- 7人の悪魔超人
- 超人血盟軍・中堅
- 超人闘牛士[56]

### 個人タイトル歴
- 超人スーパーヘビー級[62]
- 超人金網マッチ選手権[62]
- '75 悪魔超人カーニバル優勝[62]

## 声優
佐藤正治
- テレビアニメ『キン肉マン』
- 劇場版アニメ第2作『キン肉マン 大暴れ!正義超人』 - 第7作『キン肉マン 正義超人vs戦士超人』
- テーマソング
- パチスロキン肉マン

岡和男
- テレビアニメ『キン肉マン キン肉星王位争奪戦』（23話まで）

松田重治
- テレビアニメ『キン肉マン キン肉星王位争奪戦』（24話以降）

乃村健次
- テレビアニメ『キン肉マンII世』
- 各種コンピュータゲーム

小橋建太
- ゲーム『戦国大戦』

稲田徹
- 『ぼくらはマンガで強くなった「誰だってヒーローになれる!キン肉マン」』

安元洋貴
- テレビアニメ『キン肉マン 完璧超人始祖編』

## テーマソング
悪魔の猛牛
歌 - 宮内タカユキ / セリフ - 佐藤正治（バッファローマン） / 作詞 - 森雪之丞 / 作曲 - 芹澤廣明 / 編曲 - 田中公平

## コンピュータゲーム
『キン肉マン コロシアムデスマッチ』では3人の敵キャラクターの1人として登場する。
『キン肉マン マッスルタッグマッチ』では、8体のプレイヤーキャラクターの内の1人としてバッファローマンが登場している。パンチ力が高いが、足が遅い。必殺技は高速に突進する「ハリケーン・ミキサー」。
『マッスルタッグマッチ』のリメイク作品に当たる『キン肉マンII世 ドリームタッグマッチ』にも登場。体力が全キャラクター中最高に設定されており、レベル1技の「ハリケーン・ミキサー」に加え、レベル2に「超人十字架落とし」、レベル3技に「ハリケーン・ミキサー・死のコース」が追加されている。
『ファミコンジャンプ 英雄列伝』では敵キャラクターとして登場する。ネプチューンマンと共に占いババの用意した2超人として主人公と対戦し、「ハリケーン・ミキサー」を使用する。
『キン肉マンII世 新世代超人VS伝説超人』など『キン肉マンII世』以後のゲームでは、タッグチームを組むキャラクターによっては特定のチーム名が付けられる。以下にそれを示す。
- 2000万パワーズ - ラーメンマンまたはモンゴルマン
- 超人血盟軍 - ブロッケンJr.、ザ・ニンジャ、アシュラマン
- 真・2000万パワーズ - サンシャイン
- 極・2000万パワーズ - ニュー・サンシャイン (*)
- アタック電撃隊 - キン肉アタル
- ザ・グラディエーターズ - キン肉アタル (*)
- ブラックプレシャス - ブラックホール
- 牛&肉ハリケーンズ - キン肉万太郎
- 荒ぶる魂コンビ - テリー・ザ・キッド
- 新・旧怪力自慢コンビ - セイウチン
- ジ・アニマルワンズ - ガゼルマン
- デンジャラス・トルーパーズ - ジェイド
- ボルテージ・スクワッド - スカーフェイス
- ギロチンハリケーンズ - 悪魔将軍
- 悪魔主従コンビ - 悪魔将軍 (*)

2000万パワーズを除いてはゲーム独自の名称である。末尾に (*) を付けたものは、『キン肉マン ジェネレーションズ』に登場する「サタンに支配されたバッファローマン」との組み合わせ。
『キン肉マンII世 新世代超人VS伝説超人』のストーリーモードでは、トレーニング中、新世代悪行超人のスカーフェイスとチェック・メイトが現れ、悪魔超人に勧誘される。それを拒んだバッファローマンは悪行超人軍団と戦う。全ての戦いが終わった後は「超人としても鍛えなおしてやる」と凄んでいた。
『キン肉マンII世 超人聖戦史』では使用キャラクターとして登場するが「7人の悪魔超人編」のストーリー終了後に悪行版、「黄金のマスク編」終了後にて正義版に変化する。正悪を示す属性ゲージが一定値なら仲間にできる。主人公が選んだルートにより扱いが分かれる。以下にそれを示す。
- 正義ルート

原作同様。「夢の超人タッグ編」ではタッグトーナメントに出場すると主人公のチームと闘うことになる。
- ソルジャールート

「キン肉星王位争奪編」にて主人公がソルジャーチームに加入するとチームメイトとして自動的に仲間になる。
- 中立ルート

原作同様。「7人の悪魔超人編」における対抗戦で正義超人側に付くと戦闘可能。
- 悪行ルート

「7人の悪魔超人編」終了後、悪魔超人軍を離反。そのまま戦闘し死亡、以後ゲームに登場しない。
『キン肉マン マッスルグランプリ』では、バッファローマンの2Pカラー（同じキャラクター同士で対戦するための「色違い」キャラクター）としてサタンに支配された状態が登場する。『マッスルグランプリ2』では3Pカラーとしてカツラを外したスキンヘッドの状態が追加されている。

## その他
1985年にゆでたまごの2人がゲスト出演した時代劇『必殺仕事人V』においては、仕事人志望の2人と梅太郎（演 - 高石太）の必殺技を解説する紙芝居にふんどし姿で登場（キン肉マンのような梅太郎に倒される）。橋の下のシーンでは、2人の練習台である書き割りの的（こちらは赤いふんどし）としても登場した。
2012年3月2日に発売したオリックス・バファローズの女性マスコット・バファローベルを題材にした絵本『バファローベルのえほん ベルとおにいちゃん』に、バッファローマンが帯文にコメントを寄せている。
岩手県宮古市の草野球チーム「三陸鉄道キットDreams」の公式ロゴマークに、横向きのバッファローマンが描かれている。なおロングホーンは岩手県特産の短角牛にちなんでショートホーンとなり、桜の柄となっている。
2020年6月9日より株式会社キャステムの自社ECサイト「IRON FACTORY」において、バッファローマンの装着品「バッファロー・サポーター」を商品化したものが発売された。バッファローレザー製と合成皮革製の2種が製作されている。なお、発売日はバッファローマンの誕生日にちなんでいる。その後、原作担当の嶋田がバッファローマンのサポーターの素材は鉄だと明かしたため、鋼の一種であるステンレス鋼製の片腕3kgある「バッファロー・サポーター（原作鋼ver.）」も商品化された。